# Eugene Nakonechny
Pour les articles homonymes, voir Nakonechny.
Eugene Nakonechny (en ukrainien : Євген Наконечний) né le 6 juin 1914 à Iziaslav en Ukraine, alors partie de l’ex-URSS et mort le 14 octobre 1988 à Hunter aux États-Unis, est un architecte, artiste, membre correspondant de l'Académie ukrainienne des sciences depuis 1962. 
En 1940 il est diplômé de l'Institut d'Art de Kiev (en Basil Krichevsky). Il participe à la conception du bâtiment du Soviet suprême de l'URSS. À partir de 1949 il se rend aux États-Unis. Plus précisément, il réalise le projet de Sainte Église Cathédrale de la Trinité à Winnipeg en 1948. 
Il est l'auteur de livres F. G. Krichevsky (1979), De manière créative des artistes ukrainiens (1981), La voie créatrice L. Morozova (1985).

## Sources
- (uk) Мистецтво України: Біогр. довід./Упоряд.: А. В. Кудрицький, М. Г. Лабінський; За ред. А. В. Кудрицького. - К.: Укр. енцикл., 1997.  (ISBN 5-88500-071-9)